# Битка на Ситници
Битка на Ситници се одиграла 1094. године на реци Ситници између српске војске и византијске војске.

## Окколности које су довеле до битке
Краљ Дукље Константин Бодин (1081-1099) је током 1083/1084. заузео Рашку и Босну и поставио за њихове управитеље жупане Вукана и Марка и кнеза Стефана. Жупан Вукан водио је антивизантијску политику као и краљ Константин Бодин. Нападао је византијске постаје у жупи Алтин и желео да продре све до Скопља. На његовом походу освојио је Липљан и спалио га 1093. године. Акција цара Алексеја I Комнина натерала је жупана Вукана на преговоре и предају таоца. Због неизвршавања својих обећања цар Алексеј Комнин је послао свог братанца Јована Комнина да нападне жупана Вукана. 

## Битка
византијска војска под командом Јована Комнина је прешла реку Ситницу код Липљана и наставила кретање према Звечану где се налазило најјужније утврђење жупана Вукана. Заповедник византијске војске Јован Комнин је наредио да се сагради палисад насупрот Звечана. Раније је и цар Алексије градио палисаде и секао дрвеће да би препречио пут српским одредима.
Жупан Вукан се тада обратио за мир Јовану Комнину и обећао му је искрен однос према Византији и таоце, у исто време припремајући војску. Ромеји су поверовали обећањима жупана Вукана и чак отерали монаха који је јавио да се приближава Вуканова војска. Српску војску су чинили пешаци јер византијски палисад који су напали налазио се на обронцима планинског венца Зигос, који се могао прелазити само пешице због своје шумовитости и стрмости. 
Напад српске војске кренуо је под велом ноћи док су византијски војници били у шаторима. Вест о том ноћном препаду наводи Ана Комнина у свом делу Алексијада коју је завршила 1148. године: "Јер, привукавши му се ноћу (sc. Вукан) поби многе војнике у шаторима, a многи безглаво бежећи, нађоше смрт у таласима реке, која je текла доле. Они који су били духом прибранији потраже Јованов шатор и, храбро се борећи, једва га сачуваше. Овако, дакле, највећи део византијске војске погибе; Вукан, пак, прикупивши своје и прешавши Зигон заустави се код Звечана. Они око Јована видећи их, a не могући због малобројности да се са њима боре, одлучише да пређу натраг реку. Учинивши то, стигоше до Липљана на удаљености од око дванаест стадија отуда. He могавши више издржати, пошто je већи део (војске) изгубио, (se. Јован) потражи пут према царском граду." (Крекић 1966, 387-388)
Византијска војска се повукла и кренула према Цариграду што је искористио жупан Вукан и опљачкао околину Скопља, заузео Полог и извршио напад на Врање.

## Извори
1. ↑  „PDF Ceo Br. 1. 2014 PDF | PDF”. Scribd (на језику: енглески). Приступљено 2025-06-18.
2. ↑  „Tibor Živković - Portreti Srpskih Vladara (IX - XII Vek) | PDF”. Scribd (на језику: енглески). Приступљено 2025-06-18.
3. ↑  Komatina, Ivana (2015). „Srpski vladari u Aleksijadi ‒ hronološki okviri delovanja”. Zbornik radova Vizantološkog instituta (на језику: енглески). 52: 173—194. ISSN 0584-9888. doi:10.2298/ZRVI1552173K.